# Zhang Dejiang
Dans ce nom, le nom de famille, Zhang, précède le nom personnel.
Zhang Dejiang (张德江, Pinyin : Zhāng Déjiāng), né le 1er novembre 1946 à Tai'an, dans la province du Liaoning, est un homme politique chinois, membre du Comité permanent du bureau politique du Parti communiste chinois de 2012 à 2017 et président du comité permanent de l'Assemblée nationale populaire de 2013 à 2018.

## Biographie
Dans le cadre du mouvement d'envoi des zhiqing à la campagne, Zhang Dejiang est envoyé dans le district de Wangqing, dans la province de Jilin.
Il étudie le coréen à l’université de Yanbian, puis, à partir du mois d’août 1978, il fréquente l’université Kim Il-sung en Corée du Nord dont il sort diplômé en économie.
Sous Jiang Zemin, il accède à des postes importants, successivement chef du Parti communiste de la province de Jilin, puis de celle du Zhejiang en 1998. Comme chef du Parti au Guangdong, où il est placé en novembre 2002, et allié de Jiang, il est largement responsable de la dissimulation de l’épidémie de SRAS en 2003. D'après certaines sources, bien que considéré comme un allié de Jiang, il se serait ouvertement élevé contre la théorie des Trois Représentations. Depuis le 15 mars 2012, il est secrétaire général du Parti de Chongqing.
Membre du bureau politique depuis 2002, il devient l'un des sept membres du comité permanent du bureau politique lors du XVIIIe congrès en novembre 2012. Enfin, le 14 mars 2013, il est élu président du comité permanent de la 12e Assemblée nationale populaire.